# Nelson Luís Kerchner
Nelson Luís Kerchner, född 31 december 1962, är en brasiliansk tidigare fotbollsspelare.
Nelsinho spelade 17 landskamper för det brasilianska landslaget. Han deltog bland annat i Copa América 1987.